# Sergio Cabrera
Sergio Cabrera (Medellín, 20 d'abril de 1950) és un director de cinema, guionista i productor colombià. És fill d'un actor espanyol republicà exiliat i d'una actriu colombiana. Junts es van traslladar a la Xina, on un jove Cabrera va implicar-se activament en la Revolució Cultural del país. Novament a Colòmbia, va formar part de l'Exèrcit Popular d'Alliberament (EPL) i va ser vicepresident de la Cambra de Diputats del país. Posteriorment, va estudiar filosofia a Pequín i cinema a Londres. A banda de films, Cabrera també ha dirigit sèries de televisió espanyoles de caràcter polític, com ara Cuéntame cómo pasó o la minisèrie Adolfo Suárez."

## Filmografia
| Any  | !Pel·lícula                              |
| ---- | ---------------------------------------- |
| 2015 | Todos se van                             |
| 2004 | Perder es cuestión de método             |
| 2002 | Ciudadano Escobar                        |
| 1998 | Golpe de estadio                         |
| 1996 | Ilona llega con la lluvia                |
| 1995 | Águilas no cazan moscas                  |
| 1992 | La estrategia del caracol                |
| 1989 | Técnicas de duelo: una cuestión de honor |
| 1987 | Elementos para una acuarela              |

## Televisió
| Any             | Sèrie                                  | Nota                                                 |
| --------------- | -------------------------------------- | ---------------------------------------------------- |
| 2014            | Dr. Mata                               | RCN Director General                                 |
| 2010            | La Pola                                | RCN Director General                                 |
| 2009            | ¡A ver si llego!                       | Telecinco Director Invitado                          |
| 2005,2006, 2007 | Cuéntame como pasó                     | TVE Director Invitado (Temporadas 7-8-9)             |
| 2000            | Severo Ochoa. La conquista de un Nobel | TVE Director General                                 |
| 1994            | Candela                                | Caracol Productor General                            |
| 1992-1993       | El último beso                         | Caracol Director General                             |
| 1992            | La mujer doble                         | Caracol Director General                             |
| 1991            | Escalona                               | Caracol Director General                             |
| 1982            | La duda                                | Caracol (Dir. Alí Humar). (Guion: Romulo E. Delgado) |